# Wodze pomocnicze
Wodze pomocnicze – elementy rzędu końskiego, przeznaczone do wspomagania kontroli nad koniem lub korygowania jego błędów. Nie można używać ich z dużą siłą i powinny być one właściwie zamocowane.
Do wodzy pomocniczych zaliczają się:
- Czambon – wodza pomocnicza, bardzo przydatna przy pracy z koniem na lonży oraz pod siodłem.
- Wypinacze – wodze pomocnicze przydatne przy pracy z koniem na lonży, wyposażone w dodatkowe sprzączki i często w gumowe wstawki uelastyczniające.
- Wytok – pomocnicza część rzędu końskiego, składająca się z dwóch rzemieni: piersiowego i szyjnego oraz dwóch pierścieni, przez które przechodzą wodze.
- Czarna wodza – jest wykorzystywana do trzymania głowy konia w pozycji obniżonej. Mocuje się ją do siodła albo przechodząc pomiędzy przednimi nogami konia do popręgu. Od miejsca mocowania biegnie poprzez kółka wędzidłowe do ręki jeźdźca. Ten rodzaj pomocy może być stosowany jedynie przez bardzo doświadczonych jeźdźców. Niewłaściwe użycie wodzy może wyrządzić koniowi krzywdę.
- Wodza Kohlera – działająca tylko wtedy, gdy koń zbytnio podnosi lub opuszcza głowę. Jeżeli koń trzyma głowę prawidłowo, wodza Kohlera nie ma wpływu na ruch konia.